# Pelegrina montana
Pelegrina montana är en spindelart som först beskrevs av James Henry Emerton 1891.  Pelegrina montana ingår i släktet Pelegrina och familjen hoppspindlar. Inga underarter finns listade i Catalogue of Life.